# Airlangga

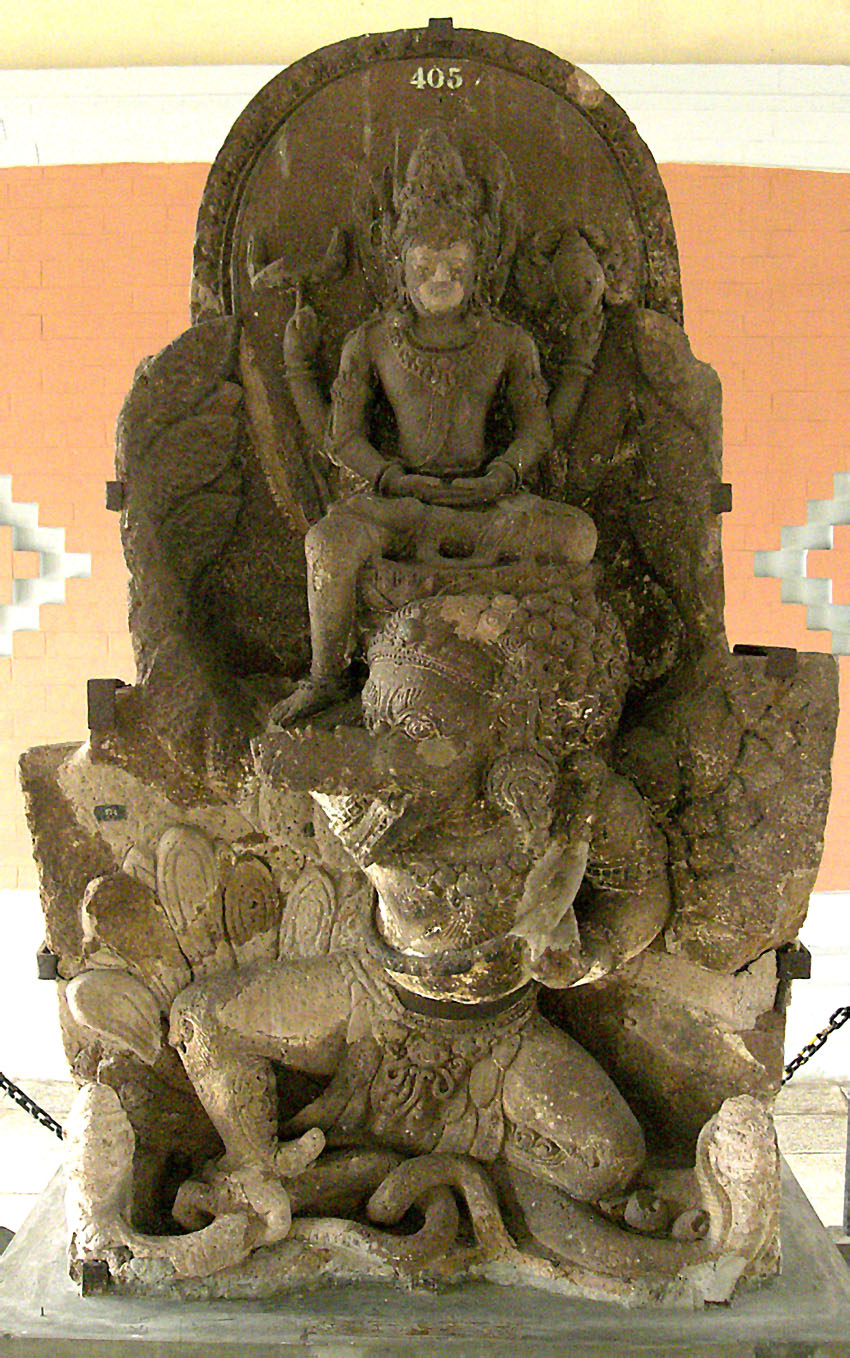
Bức tượng của vua Airlangga được mô tả như Vishnu.

Airlangga hoặc Erlangga (991-1049) là vua của Indonesia (1019-1049). Ông là người đặt nền móng cho sự thống nhất đất nước, phát triển kinh tế và văn hoá dân tộc. Ông sinh ở đảo Bali (Bali), con vua Bali, con rể vua miền Đông Java [Java: địa bàn chủ yếu là lưu vực sông Brantat (Brantas)].
Năm 1006, Airlangga rời Bali sang Java và đến năm 1019 thì lên ngôi vua. Từ năm 1028 đến năm 1037, ông từng bước chinh phục miền Trung và miền Tây Java. Năm 1030, ông lập quan hệ hoà hiếu với Xri Vijaya thông qua cuộc hôn nhân với công chúa của xứ này.